# Kano og kajak under sommer-OL 2012 – K-2 500 meter kvinder
Kvindernes K-2 500 meter under Sommer-OL 2012 fandt sted den 7. og 9. august 2012 på Eton Dorney.

## Resultater

### Heats

#### Heat 1
| Nr. | Atlet                            | Nation               | Tid      | Noter |
| --- | -------------------------------- | -------------------- | -------- | ----- |
| 1   | Josefin Nordlöw Karin Johansson  | Sverige (SWE)        | 1:44.437 | Q     |
| 2   | Natalia Lobova Vera Sobetova     | Rusland (RUS)        | 1:45.710 | Q     |
| 3   | Iuliana Paleu Irina Lauric       | Rumænien (ROU)       | 1:46.001 | Q     |
| 4   | Naomi Flood Lyndsie Fogarty      | Australien (AUS)     | 1:46.554 | Q     |
| 5   | Abigail Edmonds Louisa Sawers    | Storbritannien (GBR) | 1:46.564 | Q     |
| 6   | Yulitza Meneses Dayexi Gandarela | Cuba (CUB)           | 1:46.587 | q     |

#### Heat 2
| Nr. | Atlet                              | Nation             | Tid      | Noter |
| --- | ---------------------------------- | ------------------ | -------- | ----- |
| 1   | Wu Yanan Zhou Yu                   | Kina (CHN)         | 1:43.448 | Q     |
| 2   | Franziska Weber Tina Dietze        | Tyskland (GER)     | 1:44.195 | Q     |
| 3   | Nikolina Moldovan Olivera Moldovan | Serbien (SRB)      | 1:44.335 | Q     |
| 4   | Volha Khudzenka Maryna Pautaran    | Hviderusland (BLR) | 1:44.568 | Q     |
| 5   | Ivana Kmeťová Martina Kohlová      | Slovakiet (SVK)    | 1:45.073 | Q     |
| 6   | Shinobu Kitamoto Asumi Ohmura      | Japan (JPN)        | 1:47.323 |       |

#### Heat 3
| Nr. | Atlet                             | Nation            | Tid      | Noter |
| --- | --------------------------------- | ----------------- | -------- | ----- |
| 1   | Katalin Kovács Nataša Dušev-Janić | Ungarn (HUN)      | 1:43.984 | Q     |
| 2   | Joana Vasconcelos Beatriz Gomes   | Portugal (POR)    | 1:44.660 | Q     |
| 3   | Lisa Carrington Erin Taylor       | New Zealand (NZL) | 1:44.870 | Q     |
| 4   | Yvonne Schuring Viktoria Schwarz  | Østrig (AUT)      | 1:46.374 | Q     |
| 5   | Karolina Naja Beata Mikołajczyk   | Polen (POL)       | 1:48.271 | Q     |

### Semifinaler

#### Semifinale 1
| Nr. | Atlet                             | Nation               | Tid      | Noter |
| --- | --------------------------------- | -------------------- | -------- | ----- |
| 1   | Franziska Weber Tina Dietze       | Tyskland (GER)       | 1:41.543 | Q     |
| 2   | Katalin Kovács Nataša Dušev-Janić | Ungarn (HUN)         | 1:41.613 | Q     |
| 3   | Karolina Naja Beata Mikołajczyk   | Polen (POL)          | 1:41.873 | Q     |
| 4   | Lisa Carrington Erin Taylor       | New Zealand (NZL)    | 1:42.764 | Q     |
| 5   | Volha Khudzenka Maryna Pautaran   | Hviderusland (BLR)   | 1:43.152 |       |
| 6   | Josefin Nordlöw Karin Johansson   | Sverige (SWE)        | 1:44.025 |       |
| 7   | Abigail Edmonds Louisa Sawers     | Storbritannien (GBR) | 1:46.025 |       |
| 8   | Iuliana Paleu Irina Lauric        | Rumænien (ROU)       | 1:49.216 |       |

#### Semifinale 2
| Nr. | Atlet                              | Nation           | Tid      | Noter |
| --- | ---------------------------------- | ---------------- | -------- | ----- |
| 1   | Wu Yanan Zhou Yu                   | Kina (CHN)       | 1:41.863 | Q     |
| 2   | Yvonne Schuring Viktoria Schwarz   | Østrig (AUT)     | 1:42.317 | Q     |
| 3   | Joana Vasconcelos Beatriz Gomes    | Portugal (POR)   | 1:43.305 | Q     |
| 4   | Nikolina Moldovan Olivera Moldovan | Serbien (SRB)    | 1:43.586 | Q     |
| 5   | Ivana Kmeťová Martina Kohlová      | Slovakiet (SVK)  | 1:43.653 |       |
| 6   | Natalia Lobova Vera Sobetova       | Rusland (RUS)    | 1:44.660 |       |
| 7   | Naomi Flood Lyndsie Fogarty        | Australien (AUS) | 1:45.372 |       |
| 8   | Yulitza Meneses Dayexi Gandarela   | Cuba (CUB)       | 1:51.428 |       |

### Finaler

#### Finale B
| Nr. | Atlet                            | Nation               | Tid      | Noter |
| --- | -------------------------------- | -------------------- | -------- | ----- |
| 1   | Volha Khudzenka Maryna Pautaran  | Hviderusland (BLR)   | 1:44.407 |       |
| 2   | Josefin Nordlöw Karin Johansson  | Sverige (SWE)        | 1:45.367 |       |
| 3   | Abigail Edmonds Louisa Sawers    | Storbritannien (GBR) | 1:46.341 |       |
| 4   | Naomi Flood Lyndsie Fogarty      | Australien (AUS)     | 1:47.650 |       |
| 5   | Ivana Kmeťová Martina Kohlová    | Slovakiet (SVK)      | 1:47.683 |       |
| 6   | Yulitza Meneses Dayexi Gandarela | Cuba (CUB)           | 1:50.124 |       |
| 7   | Natalia Lobova Vera Sobetova     | Rusland (RUS)        | 1:52.277 |       |
| 8   | Iuliana Paleu Irina Lauric       | Rumænien (ROU)       | 1:52.468 |       |

#### Finale A
| Nr. | Atlet                              | Nation            | Tid      | Noter |
| --- | ---------------------------------- | ----------------- | -------- | ----- |
| 1   | Franziska Weber Tina Dietze        | Tyskland (GER)    | 1:42.213 |       |
| 2   | Katalin Kovács Nataša Dušev-Janić  | Ungarn (HUN)      | 1:43.278 |       |
| 3   | Karolina Naja Beata Mikołajczyk    | Polen (POL)       | 1:44.000 |       |
| 4   | Wu Yanan Zhou Yu                   | Kina (CHN)        | 1:44.136 |       |
| 5   | Yvonne Schuring Viktoria Schwarz   | Østrig (AUT)      | 1:44.785 |       |
| 6   | Joana Vasconcelos Beatriz Gomes    | Portugal (POR)    | 1:44.924 |       |
| 7   | Lisa Carrington Erin Taylor        | New Zealand (NZL) | 1:46.290 |       |
| 8   | Nikolina Moldovan Olivera Moldovan | Serbien (SRB)     | 1:48.941 |       |